# Skierowanie (medycyna)
Skierowanie - z reguły pisemna dyspozycja lekarska (lub innego, uprawnionego na mocy ustawy, pracownika medycznego), często w sformalizowanej formie:
- zlecająca wykonanie badania diagnostycznego,
- zlecająca konsultację u lekarza specjalisty,
- kierująca pacjenta na leczenie w poradni specjalistycznej,
- kierująca pacjenta na leczenie szpitalne,
- kierująca pacjenta na leczenie sanatoryjne,
- kierująca pacjenta na leczenie rehabilitacyjne.

## Skierowania w Polsce
W ramach opieki medycznej finansowanej ze środków publicznych (opłacanej przez Narodowy Fundusz Zdrowia) z reguły odbycie konsultacji specjalistycznych wymaga od pacjentów wcześniejszego uzyskania skierowania. Z tego obowiązku zwolnione są osoby odbywające wizyty w poradniach:
- ginekologiczno-położniczej,
- onkologicznej,
- psychiatrycznej,
- stomatologicznej,
- wenerologicznej.

Dodatkowo skierowania nie są wymagane od osób:
- chorych na gruźlicę,
- zakażonych wirusem HIV,
- kombatantów, inwalidów wojennych i osób represjonowanych,
- niewidomych cywilnych ofiar działań wojennych,
- uprawnionych żołnierzy lub pracowników oraz weteranów – w zakresie leczenia urazów lub chorób nabytych podczas wykonywania obowiązków poza granicami państwa,
- uzależnionych od alkoholu, środków odurzających i substancji psychotropowych – w zakresie lecznictwa odwykowego,
- odbywających badania w związku z dawstwem narządów,
- wymagających udzielenia nagłej pomocy.

Skierowanie lekarskie ważne jest bezterminowo lub do momentu ustania przyczyny wystawienia skierowania. Wyjątek stanowią skierowania na zabiegi fizjoterapeutyczne (skierowanie musi być zarejestrowane w poradni fizjoterapeutycznej w ciągu 30 dni od daty wystawienia), skierowania do szpitala psychiatrycznego (ważne przez 14 dni) i skierowanie na leczenie uzdrowiskowe, które podlega weryfikacji po 18 miesiącach.

### Istotne zmiany w funkcjonowaniu skierowań
- Od 2015 roku nałożono na pacjentów obowiązek posiadania skierowania w celu odbycia konsultacji w poradniach dermatologicznych i okulistycznych[3].
- Od 2021 roku planowana jest rezygnacja ze skierowań w formie papierowej. Obowiązywać będzie e-skierowanie, które jest dokumentem cyfrowym[4].